# Mamutica
Das sogenannte Mamutica (kroatisch für Mammut-Bau), eigentlich Blok 6a, ist ein Plattenbau in der Großwohnsiedlung Travno im Zagreber Stadtteil Novi Zagreb – istok. Es ist eines der bedeutendsten Bauwerke des sozialen Wohnungsbaus des ehemaligen sozialistischen Jugoslawien und gilt heute als der größte soziale Brennpunkt in Kroatien.
Das ab 1973 nach Plänen des Architekten Đure Mirkovića und der Architektin Nevenka Postružnik mit dem Stadtplaner Miroslav Kollenz gebaute und 1976 fertiggestellte Gebäude, gehört zu den größten Wohnungsbauten in Europa. In zwei parallelen Wohnblöcken von insgesamt etwa 400 Meter Länge und 70 Meter Höhe sind auf 18 Stockwerken 1212 Wohnungen untergebracht. Etwa 4.500 Menschen wohnen darin.